# Kingsoft
Die Kingsoft GmbH wurde 1983 von Fritz Schäfer gegründet und war in den 1980er-Jahren eine der bekanntesten deutschen Spielesoftwarefirmen. Kingsoft war einer der Hersteller, der neben Spieltiteln für VC 20, C64 und Amiga auch Programme für die Commodore-264-Serie (C16, C116, Plus/4) herausbrachte.

## Unternehmensgeschichte
Der Firmensitz befand sich in Aachen. Kingsoft war sowohl Produzent als auch Distributor. Diverse Spiele wurden im Auftrag von Kingsoft durch freiberufliche Programmierer von einem System auf andere portiert (zum Beispiel vom Amiga auf den C64). Ein bekanntes Anwendungsprogramm, das Kingsoft vertrieb, war Turbo Tape für den C16, C116, Plus/4 und C64. Neben Computerspielen vertrieb Kingsoft auch eigene Bücher, wie beispielsweise Das große Plus/4 Buch (1986).
Kingsoft wurde im März 1995 von Electronic Arts gekauft und in deren deutsche Operationen, Electronic Arts GmbH, zunächst integriert und im Jahr 2000 vollständig übertragen.

## Veröffentlichte Spiele
- Boss (später Grandmaster, Schach, 1982)
- Galaxy (1983)
- Space Pilot (1983)
- Ghost Town (1984)
- Tom (1985)
- Space-Pilot 1 & 2 (1985)
- Bongo (1986)
- Winter Olympiade (1986)
- The Way of the Tiger (1986)
- Legende im Eis (1986)
- Quiwi (1986)
- Fortress Underground (1987)
- Karate King (1987)
- Sommer-Olympiade (1986)
- Pinball Wizard (1987)
- Emerald Mine 1, 2 & 3 (1987 bzw. 1988, ein Boulder-Dash-Klon für C64 und Amiga)
- City Defense (1987)
- Gravity Force (1989)
- Pot Panic (1991)
- Hägar der Schreckliche (1991/1992, ein Lizenzprodukt zur Comic-Serie Hägar der Schreckliche)
- Locomotion (1992)
- BugBomber (1992)